# Achaetothorax rhinocerotis
Achaetothorax rhinocerotis är en tvåvingeart som först beskrevs av Richards 1939.  Achaetothorax rhinocerotis ingår i släktet Achaetothorax och familjen hoppflugor. Inga underarter finns listade i Catalogue of Life.